# منهل السراج
منهل السراج (1964- ) كاتبة وروائية سورية.

## حياتها
من مواليد حماة، حاصلة على إجازة في الهندسة. تعيش في السويد منذ عام 2006. فازت بالمركز الثالث عن جائزة الرواية الصادرة من دائرة الثقافة في الشارقة عام 2002. هي عضوة اتحاد الكتاب السويدي منذ عام 2006. كاتبة في مجلة الرافد الإماراتية. عملت أبحاث في تاريخ العلوم التطبيقية عند اليونان والعرب، خاصة علم الحيل (ميكانيكا).

## المؤلفات
| الاسم          | النوع        | دار النشر                         | تاريخ النشر | عدد الصفحات | ردمك ISBN            | المصدر |
| -------------- | ------------ | --------------------------------- | ----------- | ----------- | -------------------- | ------ |
| تخطي الجسر     | مجموعة قصصية | دار الصداقة                       | 1997        | 80          |                      | [ 3 ]  |
| كما ينبغي لنهر | رواية        | دائرة الثقافة والإعلام في الشارقة | 2003        | 232         | (ردمك 9789953871257) | [ 4 ]  |
| جورة حوا       | رواية        | دار المدى                         | 2005        | 296         | (ردمك 9782843059810) | [ 5 ]  |
| على صدري       | رواية        | دار قدمس - دمشق                   | 2007        | 204         |                      | [ 7 ]  |
| عصي الدم       | رواية        | دار الآداب للنشر والتوزيع         | 2012        | 344         | (ردمك 9789953892115) | [ 8 ]  |
| صراح           | رواية        | دار ممدوح عدوان للنشر، دار سرد    | 2018        | 224         | (ردمك 9789933540715) | [ 9 ]  |